# جانورنامه
جانورنامه کتابی از میرزا تقی خان کاشانی است که به نظریات و کشفیات مدرن دربارهٔ تاریخ طبیعی خصوصاً زیست‌شناسی و زمین‌شناسی می‌پردازد.

## محتوا
فریدون آدمیت و برخی دیگر این کتاب را قدیمی‌ترین کتاب در تبیین نظریات داروین دانسته‌اند، اما پژوهشگران دیگری این نگاه را نادرست می‌دانند و معتقدند هیچ‌گونه بحث از تکامل زیستی در کتاب جانورنامه نیست. در عین حال برخی ردپای نظریه تکاملی لامارک را در آن می‌بینند.